# Miha Fontaine
Miha Fontaine (ur. 3 stycznia 2004 we Fleurimont) – kanadyjski narciarz dowolny, specjalizujący się w skokach akrobatycznych, brązowy medalista olimpijski i srebrny medalista mistrzostw świata juniorów. 
Na arenie międzynarodowej po raz pierwszy pojawił się 26 stycznia 2019 roku w Lake Placid, gdzie w zawodach krajowych zajął 13. miejsce. W Pucharze Świata zadebiutował 7 lutego 2020 roku w Deer Valley, również zajmując trzynaste miejsce. Tym samym już w swoim debiucie wywalczył pierwsze pucharowe punkty. 
W 2022 roku wystąpił na igrzyskach olimpijskich w Pekinie, gdzie indywidualnie był trzynasty. Ponadto wspólnie z Marion Thénault i Lewisem Irvingiem wywalczył brązowy medal w zawodach drużynowych. Miesiąc później w tej samej konkurencji był drugi podczas mistrzostw świata juniorów w Chiesa in Valmalenco. Na rozgrywanych rok wcześniej mistrzostwach świata w Ałmaty zajął odpowiednio 22. i 6. miejsce.
Jego ojciec, Nicolas Fontaine, także był narciarzem dowolnym.

## Osiągnięcia

### Igrzyska olimpijskie
| Miejsce | Dzień     | Rok  | Miejscowość | Konkurencja                  | Zwycięzca         |
| ------- | --------- | ---- | ----------- | ---------------------------- | ----------------- |
| 3.      | 10 lutego | 2022 | Pekin       | Skoki akrobatyczne drużynowo | Stany Zjednoczone |
| 13.     | 16 lutego | 2022 | Pekin       | Skoki akrobatyczne           | Qi Guangpu        |

### Mistrzostwa świata
| Miejsce | Dzień    | Rok  | Miejscowość | Konkurencja                  | Zwycięzca                     |
| ------- | -------- | ---- | ----------- | ---------------------------- | ----------------------------- |
| 22.     | 10 marca | 2021 | Ałmaty      | Skoki akrobatyczne           | Maksim Burow                  |
| 6.      | 11 marca | 2021 | Ałmaty      | Skoki akrobatyczne drużynowo | Rosyjska Federacja Narciarska |

### Puchar Świata

#### Miejsca w klasyfikacji generalnej
- sezon 2019/2020: 211.

Od sezonu 2020/2021 klasyfikacja skoków akrobatycznych jest jednocześnie klasyfikacją generalną.
- sezon 2020/2021: 20.
- sezon 2021/2022: 15.

#### Miejsca na podium w zawodach
Fontaine nie stanął na podium zawodów PŚ.